# Burg Stupferich
Die Burg Stupferich ist eine abgegangene Niederungsburg  im Süden des Stadtteils Stupferich der Stadt Karlsruhe in Baden-Württemberg.
Eduard Schuster berichtete 1908 in Die Burgen und Schlösser Badens von einem mit Wiesengrund überdeckten Kellergewölbe als letztem Rest einer Burg des für 1283 bis 1318 nachweisbaren Ortsadels. Das Gewölbe habe im ebenen Gelände etwa 200 Meter südlich des damaligen Ortes im Gewann Hofäcker gelegen. Im Volksmund sei die Burg nach dem letzten Besitzer Weikleschloss genannt worden, die angrenzenden Wiesen hießen Weiklewiesen. 1564 sei eine Burghalde urkundlich genannt.
Ein 1579 erstelltes Lagerbuch des Ortes erwähnte keine Burg. In den fraglichen Gewannen Hofäcker und Weiklewiesen entstanden ab den 1950er-Jahren Neubaugebiete. Die Burganlage ist heute nicht mehr nachweisbar.